# خريف العشاق
خريف العشاق، هو مسلسل سوري تلفزيوني درامه سوريه من 30 حلقة عرض لأول مرة في موسم رمضان 2021. من تأليف ديانا جبور وإخراج جود سعيد وإنتاج شركة إيمار الشام.

## قصة العمل
تدور الأحداث في سوريا خلال حقبة السبعينيات والثمانينيات من القرن الماضي على مدى عشرين عاماً تبدأ من عام 1972 لتنتهي عام 1992، حيث يروي قصة ثلاثة شبان، يتزوجون ثلاث فتيات من بيئات مختلفة، بعد قصة حب، وسنرى تأثير الأحداث الاجتماعية والسياسية على كل ثنائية، وذلك بقالب اجتماعي.

## الممثلون

### بطولة
- أحمد الأحمد (سعيد)
- علا سعيد (عايدة)
- محمد الأحمد (بدر)
- حلا رجب (جولييت)
- لجين إسماعيل (مشعل)
- ترف التقي (غريس)
- حسين عباس (هلال)
- صفاء سلطان (هيفاء)
- أيمن زيدان (الخال)

### تمثيل
- سوسن أبو عفار (ام فادي)

- آمال سعد الدين (أم جوليت)

- عبير شمس الدين (سوسن)
- غابرييل مالكي (فادي)
- فاتح سلمان (فايز)
- علاء قاسم (عقيل)
- رسل الحسين (لور شقيقة جولييت)
- جمال العلي (أبو جولييت)
- جرجس جبارة (أبو فادي)
- عبد الرحمن قويدر (مخلص)
- حسن دوبا (جورج)
- غسان عزب (جاسم)
- عدنان أبو الشامات (عبد الكريم)
- نوار سعد الدين (عبيدة)

## الطاقم الفني
- جود سعيد (مخرج)
- سومر إبراهيم (مخرج منفذ)
- معتز ظاظا (مخرج الوحدة الثانية والجرافيك)
- رؤوف ظاظا (مخرج الوحدة الثانية والجرافيك)
- مازن عسكري (تصوير)
- محمد مطر (تصوير)
- حسان مارديني (مشرف الإضاءة)
- عبير نعمة (غناء الشارة)
- طاهر مامللي (التأليف الموسيقي)